# 조사사
조사사(造寺司)란 일본 나라시대(奈良時代)의　과사(官寺）또는 그에 준하는 사원(寺院)을 조영하기 위해 설치된 조영하(令外官)이다.

## 개요
사원단위로 설치되어 시설의 건축이나 거기서 사용되는 용구를 제조(경수트(経典)의 사경도 포함)）하는 일을 맡았다.가장 오래된 예로서는 법흥사(法興寺)창건시에 소가노젠토코(蘇我善徳)가（소가노 우마코）임명되었다고 하며 아스카데라 (飛鳥寺)의 창건때에도 설치되었다(시설 내부에서 대량의 화폐가 발굴되었다)고 한다.  그렇지만 본격적으로 설치된것은 일본의 율령제(律令制) 도입 이후로 여겨지고 있다. 본래 이러한 조영은 は木목공료(木工寮) 등이 담당하고 있었지만 불교를 이용하여 내정의 안정을 꾀하던 진호국가(鎮護国家)사상에 의해 조사(造寺)가 왕성해지고 또한 천도(遷都）천도등의 이유도 겹쳐 목공료에의 업무집중을 피할 수 있었음과 동시에 권력이나 이권의 집중을 방지하는 것도 그 목적중의 하나였다.
대규모 사원조영을 시행하는 조사사에는　사등관（四等官）(장관・차관・판관・주전)이 도입되어 인원이나　관위상당　중（省）앙관청에 준하는 경우도 있었을 뿐 만 아니라 하부 관사（官司) 「소（所）」가 설치되기도 하였다. 동대사(東大寺)조영을 위한 조사사인 조동대사사(造東大寺司)의 밑에 설치된 「사경소(写経所)」의 공문서 일부는 정창원 (正倉院) 문서로서 현대에 전해지고 있다. 사등관의 밑으로는は관인(史生)・사인(舎人) 그리고 기술이나 숙련도에 따라 자리매김된 대공(大工) ・소공(少工) ・ 장상(長上) ・ 번상(番上) 이하 다수의 장인을 데리고 있었다.
주 재원(財源)은 녹봉(封戸) )이었으나 간전영년사재법(墾田永年私財法) 실시 이후는 초기 장원(荘園) 등도 더해지게 되었다. 이러한 재원은 조사사를 경유하여 사원의 재원이 되기 때문에 어떤면에서는 승니령(僧尼令)이나 승강(僧綱) 과는 다른 의미로 사원이나 삼강(三綱) 이하의　승가(僧侶）를 감독・통제하는 수단이 될 수 있었다.
그러나 나라시대 말기의　우좌팔번궁신탁사건(宇佐八幡宮神託事件)을　계기로 한 불교에 대한 규제강화나　조정의 재정난등에 의해 조사사업은 축소되어 늦어도　헤이안시대(平安時代）초기에는 조사사가 대부분 폐지되어 재원이나 사원의 감독은　별당(別当)이나 삼강(三綱)으로 옮겨졌다.

## 주된 조사사
- 나라 야쿠시지（奈良薬師寺)－조약사사사(造薬師寺司)
- 다이안지（大安寺)－조대안사사(造大安寺司)
- 도다이지(東大寺)－조동대사사(造東大寺司)
- 석산사(石山寺)－조석산사소(造石山寺所)(조동대사사의 하부관사)
- 하야약사사(下野薬師寺)－조하야약사사사(造下野薬師寺司)造下野薬師寺司
- 법화사(法華寺)－조법화사사(造法華寺司)
- 사이다이지(西大寺)－조서대사사(造西大寺司)
- 고후쿠지(興福寺)－조흥복사사전사(造興福寺仏殿司)
- 서륭사(西隆寺)－조서륭사사(造西隆寺司)

## 같이 보기
- 정장원문서(正倉院文書)
- 동대사조사소(東大寺造寺所)